# نیروگاه تلمبه ذخیره‌ای ادولو
نیروگاه تلمبه ذخیره‌ای ادولو (به ایتالیایی: Edolo Pumped Storage Plant) یک نیروگاه تلمبه ذخیره‌ای در ایتالیا است که در ادولو واقع شده‌است.